# آنزوس
پیمان امنیتی استرالیا، نیوزیلند و ایالات متحده آمریکا (به انگلیسی: Australia, New Zealand, United States Security Treaty) یا به اختصار، آنزوس (به انگلیسی: ANZUS)، یک پیمان سه‌جانبهٔ امنیتی میان استرالیا، نیوزیلند و ایالات متحد آمریکا است که در سپتامبر ۱۹۵۱، در سان‌فرانسیسکو، بسته شد. به موجب این پیمان، «هریک از دولت‌های عضو، حملهٔ مسلحانه در اقیانوس آرام علیه دیگر دولت‌های عضو پیمان را تهدیدی برای صلح و امنیت خود قلمداد کرده و برای رویارویی با خطر مشترک اقدام می‌کنند. حملهٔ مسلحانه شامل «حمله به سرزمین اصلی هریک از دولت‌های عضو یا جزایر تحت حاکمیت آنها یا به نیروهای مسلح، کشتی‌ها و نیروی هوایی آن» است. این پیمان نشانهٔ گرایش استرالیا و نیوزیلند به سمت ایالات متحد آمریکا و دوری گزیدن از انگلستان بود.